# Grigiotermes
Grigiotermes es un género de termitas isópteras perteneciente a la familia Termitidae que tiene las siguientes especies:
1. Grigiotermes bequaerti
2. Grigiotermes metoecus